# Blue & Lonesome
Blue & Lonesome ist das 23. Studioalbum der britischen Band The Rolling Stones, das im Dezember 2016 erschien. Das Coveralbum umfasst zwölf gecoverte Bluestitel, darunter Titel von Willie Dixon, Jimmy Reed oder auch Little Walter.

## Produktion
Es ist das erste Album seit Dirty Work (1986), auf dem Mick Jagger neben dem Gesang nicht auch Gitarre gespielt hat – aber er spielt Mundharmonika; und es ist auch das erste seit It’s Only Rock ’n’ Roll (1974), auf dem Keith Richards keinen Leadgesang beisteuert. Neben den weiteren Rolling-Stones-Mitgliedern Ronnie Wood und Charlie Watts spielen als Gäste Eric Clapton (bei Everybody Knows About My Good Thing und I Can’t Quit You Baby), Darryl Jones, Matt Clifford, Chuck Leavell und Jim Keltner (bei Hoo Doo Blues).
Im Musikvideo zum Song Ride ’Em On Down verkörpert die Schauspielerin Kristen Stewart die Hauptrolle, indem sie in einem blauen Ford Mustang umherfährt, an einem blauen Dauerlutscher leckt und mit angesteckter Zigarette im Mund an einer Tankstelle zu dem ursprünglich von Bluesgitarrist Eddie Taylor komponierten Song lasziv tanzt.
Blue & Lonesome wurde über das britische Label Polydor veröffentlicht.

## Titelliste
1. Just Your Fool (Original von Buddy Johnson, 1953)[1] – 2:16
2. Commit a Crime (Howlin’ Wolf, 1966)[2] – 3:38
3. Blue and Lonesome (Memphis Slim, 1949)[3] – 3:07
4. All of Your Love (Magic Sam, 1957)[4] – 4:46
5. I Gotta Go (Little Walter, 1955) – 3:26
6. Everybody Knows About My Good Thing (Miles Grayson, Lermon Horton) – 4:30
7. Ride ’Em On Down (Eddie Taylor)[5][6] – 2:48
8. Hate to See You Go (Little Walter) – 3:20
9. Hoo Doo Blues (Otis Hicks, Jerry West) – 2:36
10. Little Rain (Ewart G. Abner Jr.,[7] Jimmy Reed) – 3:32
11. Just Like I Treat You (Willie Dixon, 1961)[8] – 3:24
12. I Can’t Quit You Baby (Willie Dixon, 1956)[9][10] – 5:13

## Rezeption
Von der Fachpresse wurde Blue & Lonesome positiv aufgenommen. Das renommierte Magazin Rolling Stone bewertete das Album mit 4,5 von 5 möglichen Sternen. Allmusic vergab dieselbe Wertung. Das deutsche Online-Magazin Laut.de bewertete Blue & Lonesome mit 4 von 5 Punkten und lobt es als „einen der besten Longplayer der Band in den letzten dreieinhalb Jahrzehnten“.
Jens-Christian Rabe formulierte in seiner Rezension der Süddeutschen Zeitung einige Vorbehalte: Die Stones seien „durchaus eine gute Bluesband“, doch der von Memphis Slim stammende Titelsong klinge doch eher wie „eine Fingerübung zum Warmwerden“; bei Commit a Crime von Howlin’ Wolf liefern sie die Instrumentalspur schließlich tatsächlich täuschend echt, was nun aber umso mehr deutlich mache, dass „Jaggers Stimme einfach nicht die tiefe Kraft von Howlin’ Wolfs Stimme“ habe. ... „mitten aus der Komfortzone, erstarrt im Willen zur Authentizität.“

## Kommerzieller Erfolg

### Chartplatzierungen
| ChartsChartplatzierungen       | Höchstplatzierung | Wochen |
| ------------------------------ | ----------------- | ------ |
| Deutschland (GfK)              | 1 (28 Wo.)        | 28     |
| Österreich (Ö3)                | 1 (42 Wo.)        | 42     |
| Schweiz (IFPI)                 | 1 (34 Wo.)        | 34     |
| Vereinigte Staaten (Billboard) | 4 (11 Wo.)        | 11     |
| Vereinigtes Königreich (OCC)   | 1 (15 Wo.)        | 15     |

| ChartsJahrescharts (2016)    | Platzierung |
| ---------------------------- | ----------- |
| Deutschland (GfK)            | 5           |
| Österreich (Ö3)              | 8           |
| Schweiz (IFPI)               | 30          |
| Vereinigtes Königreich (OCC) | 17          |

| ChartsJahrescharts (2017)      | Platzierung |
| ------------------------------ | ----------- |
| Deutschland (GfK)              | 71          |
| Österreich (Ö3)                | 40          |
| Schweiz (IFPI)                 | 6           |
| Vereinigte Staaten (Billboard) | 111         |
| Vereinigtes Königreich (OCC)   | 97          |

### Auszeichnungen für Musikverkäufe
| Land/Region                  | Auszeichnungen für Musikverkäufe (Land/Region, Auszeichnung, Verkäufe) | Verkäufe  |
| ---------------------------- | ---------------------------------------------------------------------- | --------- |
| Australien (ARIA)            | Gold                                                                   | 35.000    |
| Belgien (BRMA)               | Platin                                                                 | 30.000    |
| Dänemark (IFPI)              | Gold                                                                   | 10.000    |
| Deutschland (BVMI)           | 3× Gold                                                                | 300.000   |
| Frankreich (SNEP)            | 2× Platin                                                              | 200.000   |
| Italien (FIMI)               | Gold                                                                   | 25.000    |
| Kanada (MC)                  | Gold                                                                   | 40.000    |
| Neuseeland (RMNZ)            | Gold                                                                   | 7.500     |
| Niederlande (NVPI)           | 2× Platin                                                              | 80.000    |
| Österreich (IFPI)            | Platin                                                                 | 15.000    |
| Polen (ZPAV)                 | Platin                                                                 | 20.000    |
| Spanien (Promusicae)         | Gold                                                                   | 30.000    |
| Vereinigtes Königreich (BPI) | Platin                                                                 | 300.000   |
| Insgesamt                    | 7× Gold · 9× Platin ·                                                  | 1.082.500 |

Hauptartikel: The Rolling Stones/Auszeichnungen für Musikverkäufe